# NGC 5692
NGC 5692 ist eine 12,7 mag helle Spiralgalaxie vom Hubble-Typ S? im Sternbild Jungfrau und etwa 70 Millionen Lichtjahre von der Milchstraße entfernt.
Sie wurde am 13. Mai 1883 von Édouard Stephan entdeckt.